# Solstorm
Pour plus de détails, voir Fiche technique et Distribution.
Solstorm est un film suédois sorti en 2007.

## Fiche technique
- Titre français : Solstorm
- Réalisation : Leif Lindblom
- Scénario : Klas Abrahamsson et Jimmy Lagnefors d'après le roman d'Åsa Larsson
- Pays d'origine :  Suède
- Genre : thriller
- Date de sortie : 2007

## Distribution
- Izabella Scorupco : Rebecka Martinsson
- Mikael Persbrandt : Thomas Söderberg
- Maria Sundbom : Sanna Strandgård
- Jakob Eklund : Måns
- Krister Henriksson : Olof Strandgård
- Suzanne Reuter : Kristina Strandgård